# Md5sum
 (mai 2018).
Si vous disposez d'ouvrages ou d'articles de référence ou si vous connaissez des sites web de qualité traitant du thème abordé ici, merci de compléter l'article en donnant les références utiles à sa vérifiabilité et en les liant à la section « Notes et références ».
md5sum est un programme informatique qui calcule et vérifie par tranches de 128 bits hachages MD5 de l'élément passé en paramètre, comme décrit dans la RFC 1321. Le hash MD5 fonctionne comme une empreinte digitale compacte d'un fichier. Comme tous les algorithmes de hachage, il y a théoriquement un nombre illimité de fichiers qui auront un hachage MD5 donné. Cependant, il est très peu probable que deux fichiers différents dans le monde réel aient le même hash MD5, à moins d'avoir été spécifiquement créés pour avoir le même hash.
L'algorithme MD5 sous-jacent n'est plus considéré comme sécurisé. Ainsi, bien que md5sum soit bien adapté pour identifier les fichiers connus dans des situations qui ne sont pas liées à la sécurité, il ne devrait pas être utilisé s'il y a un risque que des fichiers aient été délibérément et intentionnellement altérés. Dans ce dernier cas, l'utilisation d'un outil de hachage plus récent tel que sha256sum (en) est recommandée.
Md5sum est utilisé pour vérifier l'intégrité des fichiers, car en pratique toute modification apportée à un fichier entraînera la modification de son hachage MD5. Le plus souvent, md5sum est utilisé pour vérifier qu'un fichier n'a pas été modifié à la suite d'un transfert de fichier défectueux, une erreur de disque ou une ingérence non malveillante. Le programme md5sum est inclus dans la plupart des systèmes d'exploitation Unix ou des couches de compatibilité telles que Cygwin.

## Sur les systèmes non-GNU
md5sum est spécifique aux systèmes qui intègrent les GNU coreutils ou BusyBox. Sur AIX, FreeBSD ou OpenBSD, cet utilitaire est nommé md5. Cette version offre des options légèrement différentes.